# Língua lipan apache
O Lipan Apache é uma língua Atabascana Meridional que foi falada até o final do século XX pelo povo indígena norte-americano Apache no Texas e no Novo México. Em 1981, registrou-se a presença de comente 2 ou 3 falantes idosos.

## Escrita
O alfabeto latino que seria usado pelo Lipan Apache não tem as letras F, J, R, V, W.
As 5 vogais convencionais são usadas com um complexo sistema de diacríticos – Ex. ęę/ê^é
As consoantes são usadas em vários grupos consonantais. Usa-se as formas ł/£ e tł/t£

## Amostra de texto
djùnà' ái bìdà' tíngè' t' á ìgaì dì gò'    bè dà' gùnòyè gè' dè yà tc' ìndí dì    djígùnà' ái bìjà jé' dá à' dj ' dè yà tc' ìndí d  'ìckî n dá à' dj ' dè yà h dè yà tc' ìndí d   djùnà' ái bì dùt ' ìjì bìnànt' à' nànt' à' dòxá yò'   bì ' ágòdo dí ì' bì dìs' èsts' tc' ìndí
Português
Sol, sua porta do lado de fora, Água branca, quatro camadas Por cima, acima da miragem, ele caminha, dizem eles. Sol, seu filho, um dia ele anda, dizem eles. Rapaz, um dia quem anda, ele anda, dizem eles. Sol, sua turquesa, seu chefe, chefe, nunca teve problemas com ele, aproximações sonoras, dizem eles - Idìyitá (ele faz isso andar)